# Castillo de Guimarães
El castillo de Guimarães está situado en la ciudad del mismo nombre, que se halla en la fregresia de Oliveira do Castelo del Concejo de Guimarães, en el Distrito de Braga, Portugal. Clasificado como Monumento Nacional, el 7 de julio de 2007 fue elegido como una de las Siete Maravillas de Portugal.

## Historia

### Antecedentes
Durante la conquista cristiana de la península ibérica, los dominios de Vimaranes fueron otorgados, a finales del siglo IX, a un caballero de origen castellano llamado Diego Fernández, quien se estableció en el lugar. Una de sus hijas, Muniadona Díaz, se desposó con el poderoso conde Hermenegildo González, quien dominó los dominios de Portucale. Muniadona enviudó en 928 y adquirió estos vastos dominios, siendo repartidos entre sus seis hijos en 950. Ese año fundó un monasterio que procuró más tarde con tierras, ganado, objetos de culto y libros religiosos.

### Castillo medieval
El poblado de Vimaranes se destribuía en dos núcleos: en lo alto del llamado Monte Largo y el otro en lo alto del montículo donde se había fundado el monasterio. Su situación era muy vulnerable ante las tropas musulmanas, provenientes de la frontera al sur de Coímbra, sumado a las incursiones normandas, oriundas del mar del Norte y llegadas en embarcaciones rápidas y ágiles, quienes asolaban las costas y los ríos navegables en aquella época.
Con el objetivo de proveer de defensa al núcleo monacal, se construyó en la cima del Monte Largo un castillo para el recogimiento de la población en caso necesario. Se conoce historiográficamente la carta de dotación del castillo a los religiosos, en diciembre de 958, acreditándose una estructura erguida, advocada a San Mamés, y compuesta por una torre posiblemente protegida por una cerca.
Un siglo después, la población de Vimaranes se encontraba entre los dominios otorgados por el rey Alfonso VI de León a Enrique de Borgoña, que formaban el Condado portucalense. El conde Enrique (1095-1112) y su esposa Teresa de León eligieron este municipio y su castillo como residencia. De este modo, la antigua construcción de Muniadona fue demolida y en su lugar se construyó la torre del Homenaje. El perímetro defensivo se fue ampliando y reforzando y se colocaron la puerta principal, al oeste, y la llamada puerta de la Traición, al este.
En 1127, dentro de los muros resistió Alfonso Enríquez al asedio de las fuerzas del monarca Alfonso VII de León, situación que llevó a Egas Moniz a garantizar vasallaje de su amo al monarca, siendo la villa liberada del cerco. No obstante, al año siguiente se produjo próximo al castillo la Batalla de San Mamede entre las fuerzas de Alfonso Enríquez y su madre Teresa de León, siendo vencedor el primero y declarando el Reino de Portugal.
Entre a finales del siglo XII y principios del siglo XIII, Sancho I fue probablemente el soberano que mandó iniciar el amurallamiento de la ciudad. A mediados del siglo XIII, durante el reinado de Alfonso III, se terminó el trazado del foso de la ciudad, unificando la villa del castillo (parte alta) con la villa de Santa María (parte baja). Las obras concluyeron con el gobierno de Dionisio I, anteriores al año 1322, cuando las tropas del infante Alfonso asediaron la ciudad y los portugueses salieron victoriosos. En su interior se conservó el muro de la parte superior, demolido en 1420.
Durante el reinado de Fernando I se produjeron obras de refuerzo en la cerca de la ciudad, asediada por las tropas de Enrique II de Castilla, que entró en Portugal por el río Miño y ya había conquistado Braga. Durante la Crisis de 1383-1385 en Portugal, la villa, bajo gobierno del alcalde pro-castellano, fue nuevamente cercada en 1385 por las fuerzas de Juan I de Portugal, que consiguieron conquistarla. Este soberano unificó la jurisdicción de las dos comunidades (alta y baja), incorporándolas a un único concejo, a partir de entonces conocido como Guimarães (1389), que constaba de un perímetro de dos kilómetros, ocho torres y ocho puertas.